# Râul Valea lui Sănui
Râul Valea lui Sănui este un curs de apă, afluent al râului Secaș. 